# 梅德韦杰沃市镇
梅德韦杰沃市镇（俄语：Муниципальное образование «Медведевское»）是俄罗斯联邦沃洛格达州托季马区所属的一个市镇。其下辖有17个居民点，行政中心为卡姆丘加。据2015年统计，该市镇的人口为698人。